# 坂本雄三
坂本 雄三（さかもと ゆうぞう、1948年 - ） は、日本の工学者。建築環境工学専攻。東京大学名誉教授。元独立行政法人建築研究所理事長。元公益社団法人空気調和・衛生工学会会長。

## 人物・経歴
北海道札幌市出身。1971年北海道大学理学部地球物理学科卒業。1978年東京大学大学院工学系研究科建築学専攻博士課程修了、工学博士。同年建設省建築研究所研究員。1990年名古屋大学工学部建築学科助教授。1994年東京大学大学院工学系研究科建築学専攻助教授。1997年東京大学大学院工学系研究科建築学専攻教授。2001年日本ツーバイフォー建築協会坪井賞受賞。2005年空気調和・衛生工学会学会賞技術賞建築設備部門。2010年公益社団法人空気調和・衛生工学会会長、国土交通省炭素社会に向けた住まいと住まい方推進会議委員、経済産業省ゼロ・エミッション・ビルの実現と展開に関する研究会委員長。2012年東京大学名誉教授、独立行政法人建築研究所理事長。2014年空気調和・衛生工学会学会井上宇一賞。2015年空気調和・衛生工学会学会賞論文部門。2017年一般財団法人日本建築センター顧問。専攻は建築環境工学。趣味は歴史小説を読むこと。